# Iceni

Grondgebied van de Iceni

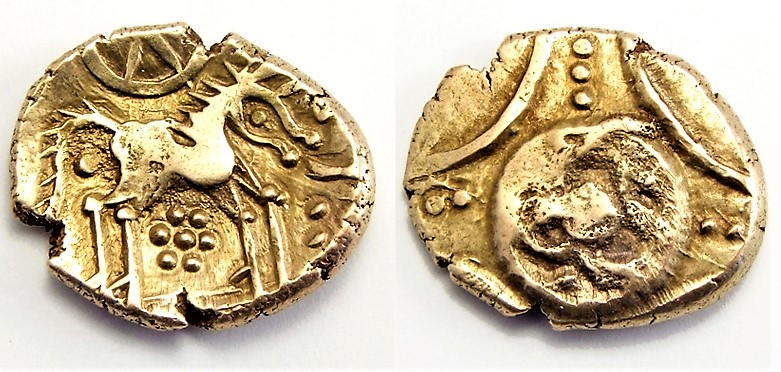
Brittannië, Iceni, gouden stater, Vroege Freckenham type (15 v.Chr. - 20 n.Chr.) met een stilistisch vormgegeven paard

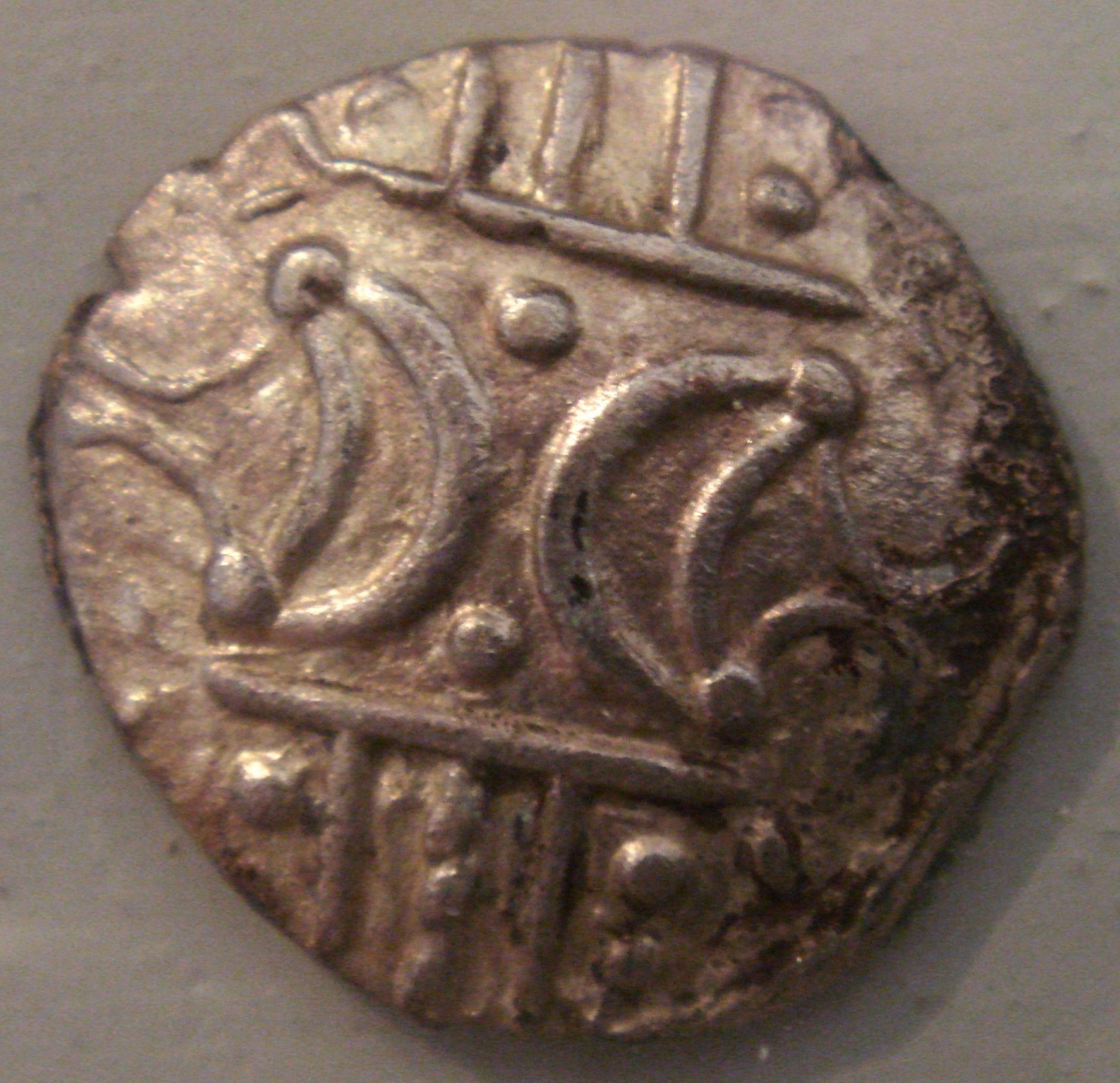
Een munt van de Iceni

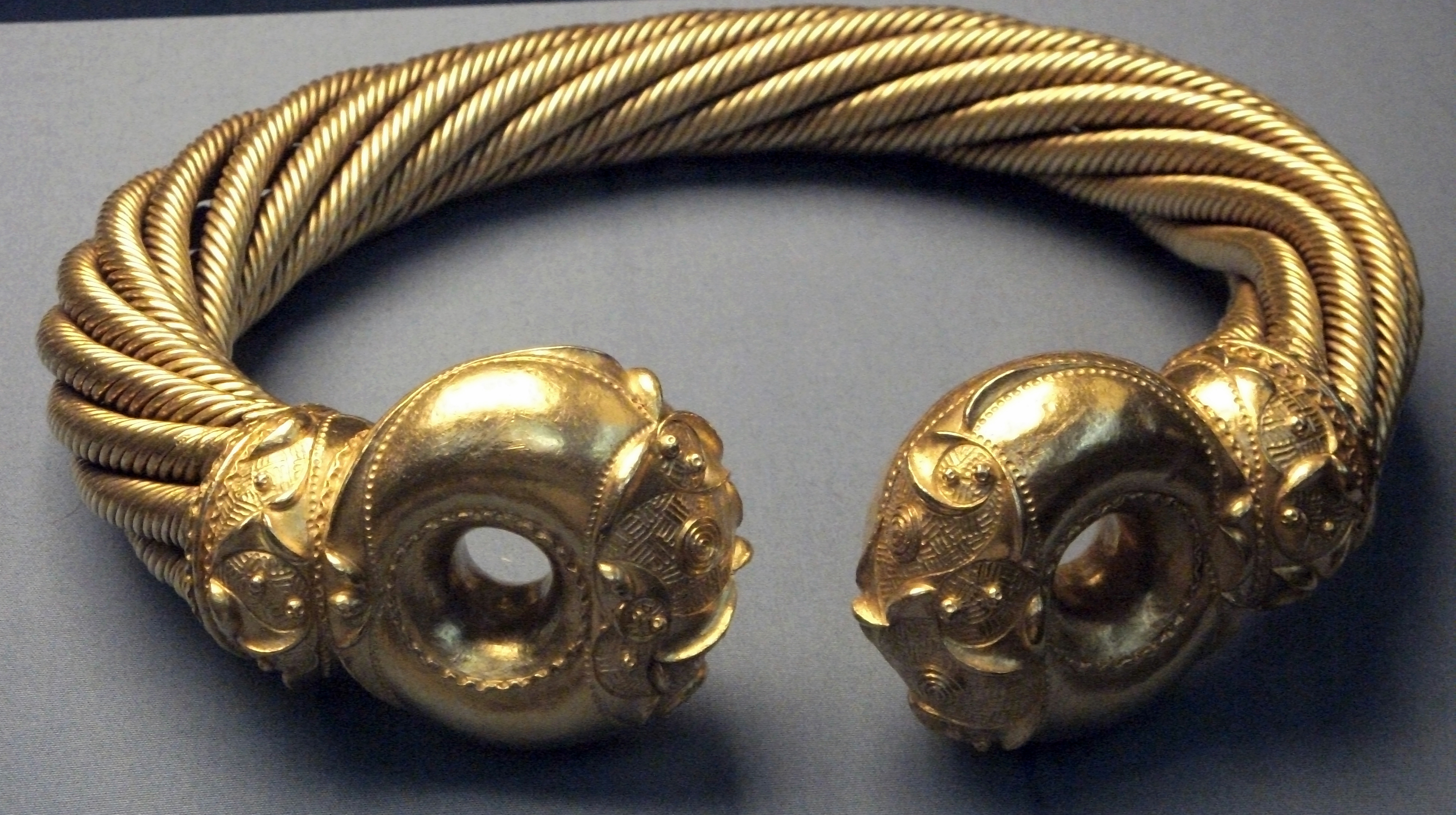
Grote Torque van Snettisham, British Museum

De Iceni waren een Keltische stam die rond het begin van de jaartelling in het huidige Norfolk en delen van Suffolk en Cambridgeshire (Groot-Brittannië) woonden. De geschiedenis van de Iceni wordt ontleend aan munten (voor met name de vroegste periode) en Publius Cornelius Tacitus die rond het jaar 118 over hen schrijft en hun gebeurtenissen uit het jaar 47 vertelt.

## Anted
Anted (of Antedios) was koning van de Iceni toen de legers van de Romeinse keizer Claudius in 43 Britannia binnenvielen. De Iceni verzetten zich niet tegen de legioenen, waardoor Anted koning kon blijven al was dat wel als vazalkoning van Rome. Uit vondsten blijkt dat Anted zich met nieuw geslagen munten wilde profileren als de nieuwe leider van de Iceni, hetgeen hem niet in dank werd afgenomen door (delen van) zijn stam. Hij produceerde daarop een munt met de naam ECEN (wat staat voor Iceni) als symbool van de Iceni verenigd onder één koning: Anted.
Zijn pogingen om het Iceense volk onder hem te verenigen mislukten. Aesu (of Aesunos) en Saenu (of Saenuvax), twee onderkoningen van de Iceni, startten een burgeroorlog met het gevolg dat de Iceni het Romeinse kamp verlieten en in opstand kwamen tegen de gouverneur Publius Ostorius Scapula (47). Het is niet duidelijk door wie de opstand geleid werd. Met name de positie van Anted is onduidelijk. Wel staat vast dat de Iceni geen kans hadden tegen de Romeinen en zowel Anted, Aesu en Saenu overleefden de strijd niet. Scapula zette vervolgens Prasutagus als vazalkoning op de Iceense troon.

## Prasutagus en Boudica
De politieke relatie met de Iceni was hersteld. Dat veranderde echter met de dood van Prasutagus. In zijn testament had hij bepaald dat een groot deel van zijn bezit naar de keizer in Rome, Nero, zou gaan. Ook zijn dochters had hij echter als erfgenaam benoemd en dat was hem – als vazalkoning – verboden. De Romeinen reageerden door het land van de Iceni in te nemen en huizen te verwoesten. Zijn weduwe Boudica werd publiek gegeseld en haar dochters werden door Romeinse soldaten verkracht.
Dit was aanleiding voor Boudica om een genadeloze opstand te beginnen tegen de Romeinen en de Britse stammen die hen steunden. Ondanks eerste successen waarbij haar troepen het Legio IX Hispana (onder bevel van Quintus Petillius Cerialis) versloegen te Camulodunum (het huidige Colchester) en daarna Londinium (het huidige Londen) en Verulamium verwoestten, liep de opstand op een nederlaag uit voor Boudica in de Slag tussen Boudicca en Paulinus. Als gevolg daarvan pleegde ze volgens Tacitus zelfmoord door vergif in te nemen, maar Cassius Dio vermeldt dat ze van ziekte stierf. De Iceni werden vervolgens zwaar gestraft door de Romeinen.

## Schat van Snettisham
In Snettisham (Norfolk), het gebied dat volgens de Romeinen van de Iceni was geweest, werden tussen 1948 en 1973 verspreid over 12 kuiltjes 150 torques gevonden, waarvan 70 compleet. Het betreft een van de grootste schatvondsten uit de Keltische geschiedenis. Ze dateren van rond 70 v. Chr. en werden waarschijnlijk als offer aan de goden in de grond gelegd. Het meest spectaculair is de 'Grote Torque van Snettisham', die iets meer dan een kilo weegt. Hij bestaat uit acht in elkaar gedraaide strengen elektrum, die elk uit acht in elkaar gedraaide strengen bestaan. Het is de grootste torque die bekend is, te zien in het British Museum.